# Alexandre do Nascimento
Alexandre do Nascimento   (Malanje, 1 de març de 1925 - Luanda, 28 de setembre de 2024) va ser un cardenal angolès de l'Església catòlica. Serví com a arquebisbe de Luanda entre 1986 i 2001, i va ser elevat al Col·legi de Cardenals el 1983.

## Biografia
Nascut a Malanje, Nascimento estudià als seminaris de Banglas, Malanje i Luanda abans de viatjar el 1948 a Roma per a estudiar a la Pontifícia Universitat Gregoriana, on obtingué el títol de batxiller en filosofia i la llicenciatura en teologia. Va ser ordenat al presbiterat per l'arquebisbe Luigi Traglia el 20 de desembre de 1952, dedicant-se a ensenyar teologia dogmàtica al seminari de Luanda, servint també com a editor del diari catòlic O apostolado fins al 1956, quan esdevingué predicador de la catedral metropolitana.
El 1961, amb l'esclat de la guerra de la independència, Nascimento va haver d'exiliar-se a Lisboa. Mentre que estava a Portugal, realitzà tasca pastoral, servint com a consiliari del Moviment d'Equips de la Mare de Déu, i estudià dret a la Universitat Clàssica.
En tornar a Angola al 1971 ensenyà teologia moral a l'Institut de Ciències Socials Pius XII, i serví com a oficial de la cúria arxidiocesana de Lubango, secretari general de Càritas Angola, i d'assistència especial als estudiants i ex-presoners polítics.
El 10 d'agost de 1975, Nascimento va ser nomenat quart bisbe de Malanje pel papa Pau VI. Rebé la consagració episcopal el 31 d'agost següent de mans de l'arquebisbe Giovanni De Andrea, amb els arquebisbes Manuel Nunes Gabriel i Eduardo Muaca com a coconsagradors. Entre 1977 i 1986 va exercir també com a administrador apostòlic de la diòcesi d'Ondjiva. Nascimento va ser vicepresident de la Conferència Episcopal Angolesa entre 1975 i 1981, i va ser nomenat tercer arquebisbe de Lubango el 3 de febrer de 1977. L'arquebisbe Nascimento va ser segrestat per les guerrilles durant una visita pastoral el 15 d'octubre de 1982, essent alliberat el 16 de novembre següent després de la petició que el papa Joan Pau II va fer expressament.
Joan Pau II el creà cardenal al consistori celebrat el 2 de febrer de 1983, amb el títol de cardenal prevere de Sant Marco in Agro Laurentino. Predicà els exercicis espirituals de Quaresma pel Papa i els membres de la Cúria Pontifícia el 1984. Va ser nomenat arquebisbe de Luanda el 16 de febrer de 1986, dimitint el 23 de gener de 2001. Nascimento va perdre el dret a participar en qualsevol futur conclave en arribar a l'edat de 80 anys l'1 de març de 2005, setmanes abans que s'iniciés el conclave de 2005. El 5 de juny de 2015 ingressà a l'Orde dels Predicadors.